# LGB聯盟
LGB 聯盟（LGB Alliance）是一個成立於 2019 年的英國性別團體。
此組織反對LGBT團體石牆組織在跨性別議題上的主張包括：性別認同教育、性別不安兒童的變性措施，和性別認同之改革等。
LGB 聯盟主張：「女同志、雙性戀和男同志有權將自己定義為被同性吸引」，並指出這種權利受到「試圖混淆生理性別（sex）和社會性別（gender）的人之威脅 」。
工黨推動跨性別權益之小組LCTR 包含該黨副黨魁安吉拉·雷納等國會議員曾簽署一項聲明、以及元哲學雜誌 與《性別研究雜誌》 中的文章皆曾將LGB 聯盟描述為一排跨、恐跨團體。
Hope not Hate 和Trades Union Congress 兩個社會團體亦曾形容LGB 聯盟為一反跨組織。工黨議員和一些 LGBT 組織也將其描述為仇恨團體。
該組織於2021年4月被慈善機構委員會 認證為慈善團體，這在英國的 LGBT 組織中引發爭議。

## 歷史
2019年9月，22人簽署了一封致星期日泰晤士報的公開信，指責石牆組織「破壞了女性基於生理性別的權利」。他們表示，12 個月前曾要求石牆組織致力與質疑其跨性別政策的人「營造尊重辯論的氣氛」，但石牆拒絕了任何此類對話。他們進一步聲明：「若石牆仍然拘泥己見，那麼肯定會有一個新組織出現，該組織將致力於言論自由和闡述事實且絕非空想。」
發表聲明的一個月後，LGB聯盟正式宣布成立。創始人為貝夫·傑克森、凱特·哈里斯、艾莉森·貝利、麥爾坎·克拉克與安·辛諾特。並且獲得了石牆創始人之一西蒙·範莎 的支持。
10月，時任LGB聯盟負責人安·辛諾特發起了一項法律訴訟，要求法院審查英國平等與人權委員會對於2010年平等法案中關於單一性別空間的指示，並且募資了近10萬英鎊的法律費用。他們認為，該法之細節遭有心團體曲解。性別批判組織Fair Play For Women主張，該法案允許女性的單一性別空間（監獄、廁所等）僅在某些特定情況下排除自認為女人的男性，將使生理女性面臨人身安全風險。2021年5月，法院駁回了此案。審理本案之法官指出：「上訴者沒有提供任何有爭議性之處，讓我們相信該法誤導服務提供者對其在該法案下的責任，從而使婦女或女孩處於危險之中。」
2021年6月，LGB聯盟宣布任命五名新董事：Shed Productions創始人之一艾琳·加拉格爾、顧問康拉德·羅巴、哲學教授凱斯琳·史托克、人權法教授 羅伯特·溫特穆特以及工黨上議院議員諾伍德格林男爵安東尼·楊。 安·辛諾特也於此時辭去了聯盟董事一職。
2021年10月,LGB聯盟參與了保守黨會議。同月月底，聯盟舉行了一場會議，邀請了國會議員喬安娜·切麗、傑姬·道爾-普萊斯、羅茜·達菲爾德，以及編劇格雷厄姆·萊恩漢。
反對LGB聯盟的抗議活動在會議場地外舉行，其中包括倫敦國王學院 LGBT+ 協會。
2021年11月，國會議員約翰·尼科爾森表示下議院議長已將LGB聯盟的「謾罵及羞辱行為」呈報給下議院議會安全部，作為大衛·埃默斯遇刺事件後待審查的案件。LGB聯盟此前曾舉辦過一場募款活動，承諾「以他（尼科爾森）的名義贊助我們，我們將在推特上發布你的留言」，隨後在推特上出現了攻擊尼科爾森的言論，如「厭女」、「恐同」、「支持強姦的政治家」等。對此，凱特·哈里斯表示：「尼科爾森先生對 LGB 聯盟造成的困擾是眾所周知的。甚至最近在BBC的Podcast中，他被指控在議會裡向通訊管理局抹黑我們。然而，尼科爾森先生透過不斷抹黑來掩蓋民意代表的安全問題，這令人震驚。因此，我們很高興有機會提供關於他一切行為之證據。」
2022年5月，因應猴痘爆發，LGB聯盟呼籲關閉所有性場所一個月，包括同志三溫暖、皮革酒吧和性愛暗房。
2022年6月10日，LGB聯盟宣布他們從彩票基金會中獲得了一筆撥款，將用於規劃求助熱線，專門幫助同性戀、雙性戀及其親友。

## 主張

### LGB權利
貝夫·傑克森受訪時表示：「由於學校對跨性別問題的過度關注，導致女同志面臨消失的危機。」此外，她還擔憂：「如果你不接受他人的自我宣稱，那麼你就會自動被貼上恐跨的標籤，這意味著你不能再討論生理女性的生活以及女同志的現況。最令人驚訝的是，我們逐漸發現女同志在LGBTQ+圈子內不再受到歡迎。」
她又說：「你發現人們說『這不會發生，沒有人強迫任何人與其他人上床』，這非常令人不安，但我們知道情況並非如此。我們知道是少數，但仍然有相當多的跨性別女性，會向女同志施壓，要求女同志和他們發生性關係，這是一個非常令人不安的現象。」
LGB聯盟表示，英國LGBT權益「從未要求社會改變其法律、活動和語言以適應他們」，而是將重點放在建設溝通的橋樑。
2020年6月，LGB聯盟在推特中表示，反對同性婚姻並不是恐同，並引用了一項統計圖表，圖表顯示大多數女同志、男同志和雙性戀者都沒有結婚。該文遭受批評後刪除。LGB聯盟後來在推特上道歉：「那條推文的措辭非常糟糕！同性婚姻合法對同志們來說是一個巨大的突破。」
LGB聯盟批評其他LGBT+團體將LGBT迴轉治療定為非法的行為，稱該運動「被用作政治掩護，以推動性別肯認治療。」因為他們認為，針對跨性別的性別肯認治療「本身就是一種迴轉治療」，並遊說國會議員「停止讓同性戀變成跨性別。」
在2020年12月《每日電訊報》的一篇文章中，卡蜜拉·托米尼 引用傑客森的話說：「女同志沒有陰莖。女同志是被另一個生理女性所吸引的生理女性。這很明顯。或者至少直到幾年前才很明顯。

### 蘇格蘭性別承認法
LGB聯盟反對蘇格蘭議會提出的性別承認法修正法案，該修正案將跨性別者承認性別的過程改為「基於自我認同而非生理性別」，並將合法更改性別的年齡從18歲降低至16歲。
他們在蘇格蘭刊登廣告，反對蘇格蘭政府修改《性別承認法》的計劃，稱該修正案將創造「無拘無束的性別」。並且是「一項可以被有心人士利用的法律，而且會損害婦幼安危。」英國廣告標準局收到了許多該廣告的投訴。他們覺得此廣告的問題並不嚴重，因此不會進行全面調查。但仍向LGB聯盟發出了通知，認為這廣告可能具有誤導性。

### 性教育
LGB聯盟支持在義務教育中加入性教育課程，但表示性別認同的概念正在被作為事實教授，他們認為性別認同缺乏科學根據。聯盟表示，提供給學校的教材是由石牆組織等跨性別團體撰寫的，而不是由具有性教育相關專業的學者製作的。並且指出這些教材違反了兒童保護原則，該教材認為教師不須於學生在學校萌生變性的想法時告知其父母。聯盟將這種教導性別認同的方式稱為可能有害的宣傳。
由他們委託進行的民調顯示，只有約25%的家長知道實際的課程內容。

### 性別不安兒童的治療
貝夫·傑克森指責塔維斯托克信託基金向兒童提供的性別認同發展服務將會讓同志變成跨性別。她還提到研究顯示，患有自閉症的兒童更有可能被認定為跨性別。她說她曾與一所特教學校的老師交談，老師告訴她「這裡有24個跨性別孩子，一個非二元，但沒有同性戀。」
2020年11月，貝夫·傑克森在BBC的一則新聞中被提及，該新聞講述了兒童接受變性治療時的限制。他說：「我們認為不應允許兒童自我診斷任何醫療狀況。」12月，傑克遜對高等法院在貝爾訴塔維斯托克案中的判決表示歡迎，該判決裁定未經法院允許不應給予16歲以下的兒童青春期阻斷劑。塔維斯托克信託基金會聲請上訴，2021年9月，法院推翻了此判決。

## 慈善團體地位
2020 年 3 月，LGB 聯盟向英國慈善機構委員會申請成為一慈善團體。貝夫·傑克森在一次演講中表示：「我們正在申請成為一慈善團體，並挑戰那些提倡錯誤的性別認同理論的人的地位。」
2021年6月，由跨性別青年慈善組織美人魚基構帶頭的多個團體對授予慈善地位的決定提出上訴，理由是LGB 聯盟沒有「達到成為慈善機構的門檻」。8月，慈善委員會宣布將與 LGB 聯盟進行溝通，此前該聯盟發布了一條推文，稱「LGBTQ+的『+』替獸交等性變態開了綠燈，讓他們都成為『快樂彩虹大家族』（big happy rainbow family）其中的一分子 」 隨後此文因違反社交媒體平台規則而被 Twitter 刪除。
美人魚經過書面申辯後，原定於2022年5月在初級審裁處舉行聽證會。但因雙方認為此時舉辦聽證會過於倉促，因此決定將聽證會重新安排至同年9月11日 。美人魚的法律和政策主管路易·阿斯奎斯說：「LGB 聯盟宣稱他們是一個支持同志和雙性戀的組織，但事實並非如此。許多跨性別者是也是LGB的一份子，但LGB 聯盟反對推進跨性別者的權利。」
2022年8月11日，距離聽證會還有30天時，LGB聯盟發布了一則推文：「距離美人魚開始挑戰我們的慈善地位還有30天，我們將每天分享一個理由，讓大家知道為何LGB人士需要我們的存在。」
9月12日，仲裁庭的第二天，由LGBT Consortium的CEO保羅·羅伯茲出庭作證。羅伯茨聲稱LGB聯盟欺騙了慈善委員會，在反跨性別的同時「小心地散播其信念，使其看起來無害且支持LGB族群。」 代表LGB聯盟的阿庫·雷道夫否認他的說詞並稱LGB聯盟致力於保護LGB族群。他還指出伊朗的同志在死刑的威脅下被迫變性的報導，質疑羅伯茲：「你不明白同志變性是LGB聯盟關注的主要領域嗎？」
美人魚機構的受託人主席貝琳達·貝爾對LGB聯盟以兒童為目標提出了擔憂，她說：「據我所知，LGB聯盟似乎接受成年跨性別者的存在，應該允許他們接觸性別肯認的醫療保健。但是他們似乎認為跨性別兒童不存在，或者他們在成年之前無法知道自己是跨性別者。」她還提到了LGB聯盟針對石牆組織和美人魚機構的問題，並表示他們在社群媒體上一再聲明美人魚機構試圖不恰當地推動 LGB 兒童自我認同成為跨性別。

## 類似團體
國際上存在許多具有類似目標之性別團體。LGB聯盟在其網站上宣傳包含冰島、愛爾蘭、墨西哥、挪威等橫跨各大洲的16個相似團體。

### 冰島
2020年9月，LBG teymið於冰島成立，該國另一性別團體Samtökin '78之負責人Þorbjörg Þorvaldsdóttir對此表示抗議。

### 愛爾蘭
2020年10月，「LGB Alliance Ireland」在Twitter上成立。 一些愛爾蘭LGBT活動人士宣稱該組織總部設在英國，且主要由英國支持者組成。該組織對此提出異議，表示他們所有成員都住在愛爾蘭，且於四個省內皆有代表。

## 註解
1. ↑  跨性別為一傘式術語：除了包括性別不安者，還可能包括不完全歸屬於傳統上的男性氣質或女性氣質的人。跨性別的定義有時可廣泛至包含變裝者（偽娘、變裝皇后等）
2. ↑  英國法律規定，只要透過「宣稱自己是某一性別」的方式，即可獲得那人所宣稱的性別身分文件，且在法律上享有該性別的權利與待遇。所以一名生理男性在法律上的性別可能為女性。故「有陰莖的女性」在英國是合理且合法的。
3. ↑  LGB 聯盟主張：「女同志、雙性戀和男同志有權將自己定義為被同性（sex）吸引」；但跨性別團體則認為「有陰莖/陰道的人也可以是女/男人」，故雙方的理念相悖。